# Le Pin (Isère)
Le Pin ist eine Ortschaft und eine Commune déléguée in der französischen Gemeinde Villages du Lac de Paladru mit 1.314 Einwohnern (Stand: 1. Januar 2022) im Département Isère in der Region Auvergne-Rhône-Alpes. Die Einwohner werden Pinois genannt.

## Geografie
Le Pin befindet sich etwa 62 Kilometer ostsüdöstlich von Lyon und etwa 34 Kilometer nordnordwestlich von Grenoble. Der Ort liegt am Südwestufer des Lac de Paladru. Umgeben wird Le Pin von den Nachbarorten Valencogne im Norden, Paladru im Osten, Bilieu im Osten, Charavines im Süden, Oyeu im Südwesten sowie Virieu im Westen.

## Geschichte
Mit Wirkung vom 1. Januar 2017 wurden die ehemaligen Gemeinden Paladru und Le Pin zur Commune nouvelle Villages-du-Lac-de-Paladru zusammengelegt. Die Gemeinde Le Pin gehörte zum Arrondissement La Tour-du-Pin und zum Kanton Le Grand-Lemps.

## Bevölkerungsentwicklung
| Jahr                       | 1962 | 1968 | 1975 | 1982 | 1990 | 1999 | 2006 | 2013 |
| -------------------------- | ---- | ---- | ---- | ---- | ---- | ---- | ---- | ---- |
| Einwohner                  | 549  | 553  | 475  | 636  | 850  | 974  | 1211 | 1246 |
| Quellen: Cassini und INSEE |      |      |      |      |      |      |      |      |

## Sehenswürdigkeiten
- Kirche Saint-Christophe aus dem Jahr 1769
- Kartause von La Sylve-Bénite, 1116 gegründet
- alte Zehntscheune von 1549, rekonstruiert 1658

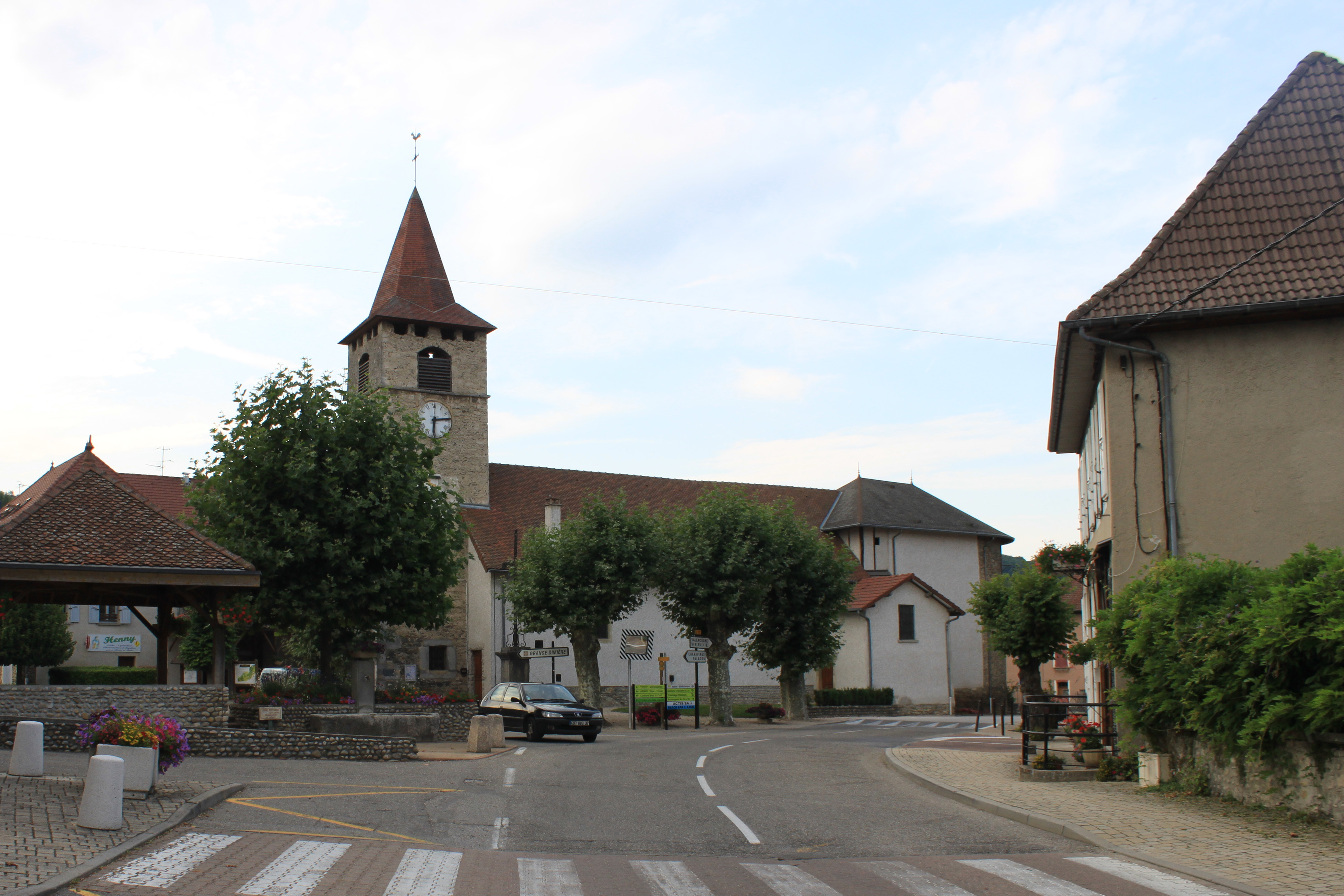
Kirche Saint-Christophe
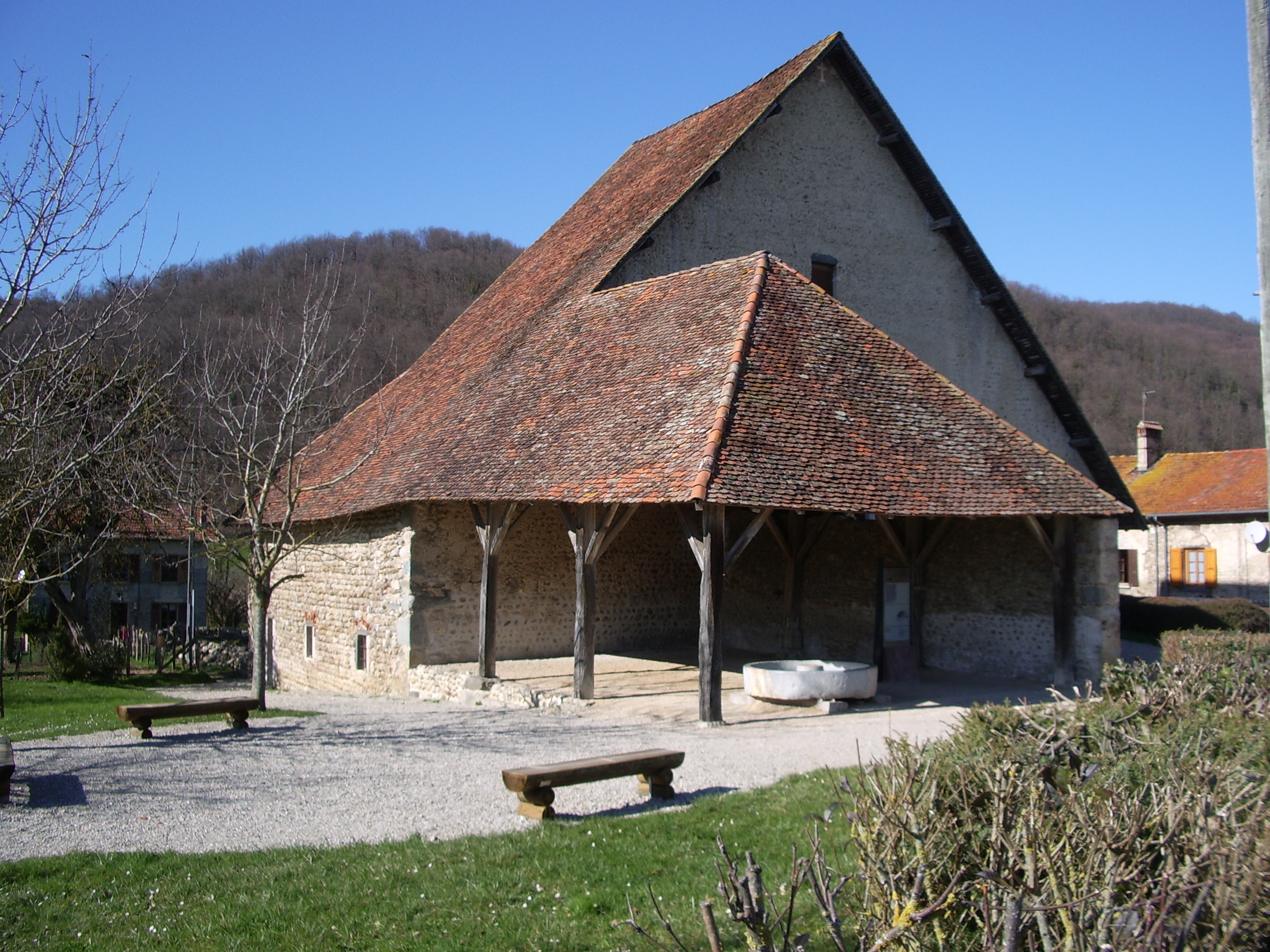
Alte Zehntscheune